# Juan Martí Viñolas
Pour les articles homonymes, voir Marti.
Marti  Viñolas est un nom espagnol. Le premier nom de famille, en général paternel, est Marti ; le second, en général maternel, souvent omis, est Viñolas.
Juan Martí Viñolas, né le 9 janvier 1887 à La Garriga en Espagne et mort dans la même commune le 17 septembre 1978, est un cycliste espagnol.

## Biographie
Juan Martí Viñolas, également nommé Joan Martí i Viñolas en catalan, se classe deuxième du Tour de Catalogne 1912. Lors de la course, il est accusé d'avoir emprunté un raccourci et est pénalisé malgré ses dénégations, ce qui lui coûte toute chance de victoire. Désirant « se venger » l'année suivante, il remporte la première étape entre Barcelone et Lérida avec plus de 20 minutes d'avance sur le deuxième, Antonio Crespo. Celui-ci remporte les deux étapes suivantes mais ne peut reprendre l'ensemble du temps perdu sur Martí qui remporte donc le classement général.
La même année, il s'impose sur la quatrième et dernière étape de la Vuelta a las Vascongadas, ce qui lui permet de remporter le classement général de l'épreuve mais aussi le titre de champion d'Espagne sur route qui revient cette année-là au gagnant de cette épreuve.
À une époque où les connaissances en entraînement ou en nutrition pour les sportifs sont sommaires, il se distingue par sa préparation alimentaire associant fruits, sucre et café en guise de boisson avant chaque étape.
En janvier 1961, un hommage lui est rendu ainsi qu'à Sebastián Masdeu, José Magdalena et Antoni Crespo, pour avoir été les lauréats des classements généraux ou d'étapes des trois premières éditions du Tour de Catalogne,.
Il est surnommé Martí de la Garriga.

## Palmarès
- 1912
  - 2e du Tour de Catalogne
- 1913
  -  Champion d'Espagne sur route
  - Tour de Catalogne :
    - Classement général
    - 1re étape

  - Vuelta a las Vascongadas :
    - Classement général
    - 4e étape